# 동호대교
동호대교(東湖大橋)는 서울특별시 성동구 옥수동과 강남구 압구정동을 연결하는 다리이다. 명칭은 다리의 북단에 있었던 동호나루터에서 유래하였다. 수도권 전철 3호선 철도교를 중앙에 배치하고 좌우로 2차선 도로가 위치한 복합교량 방식이다. 이 다리는 수도권 전철 3호선의 옥수역과 압구정역을 연결하며, 동작대교와 구조가 유사하다. 한강에서 15번째로 만들어진 다리이며 길이는 약 1.2km이다. 다만 동호대교를 이용시 강변북로에서 어느 방향이라도 동호대교를 타거나 이 대교에서 강변북로 도로로 갈아탈 수는 없다. 이 다리와 성수대교 사이에 중랑천의 삼각주인 저자도가 있었다.

## 역사
1980년 6월 5일에 남광토건이 민자사업으로 착공한 다리였으나, 1979년 석유 파동여파로 자금난에 빠지자 서울시측에서 공사를 인수했다. 착공 당시 명칭은 금호대교(金湖大橋)였으나 개통하기 전인 1984년 11월 16일에 현재의 명칭으로 바뀌었다. 1985년 2월 2일 준공되었다.
1994년 10월 성수대교 붕괴사고여파로 전문가의 긴급 점검을 실시하고 그 결과에 따라 1995년 3월 15일부터 1996년 9월 30일까지 안전에 우려되는 부분을 긴급보수하였다. 또한 추가 점검 결과에 따라 다리의 수명 연장이나 기능향상을 위하여 1997년 9월 5일부터 1998년 6월 30일까지 보수공사를 실시하여 이용 시민의 안전에 이상이 없을 뿐 아니라 다리 기능도 원활히 이루어지게 되었다.

## 사진

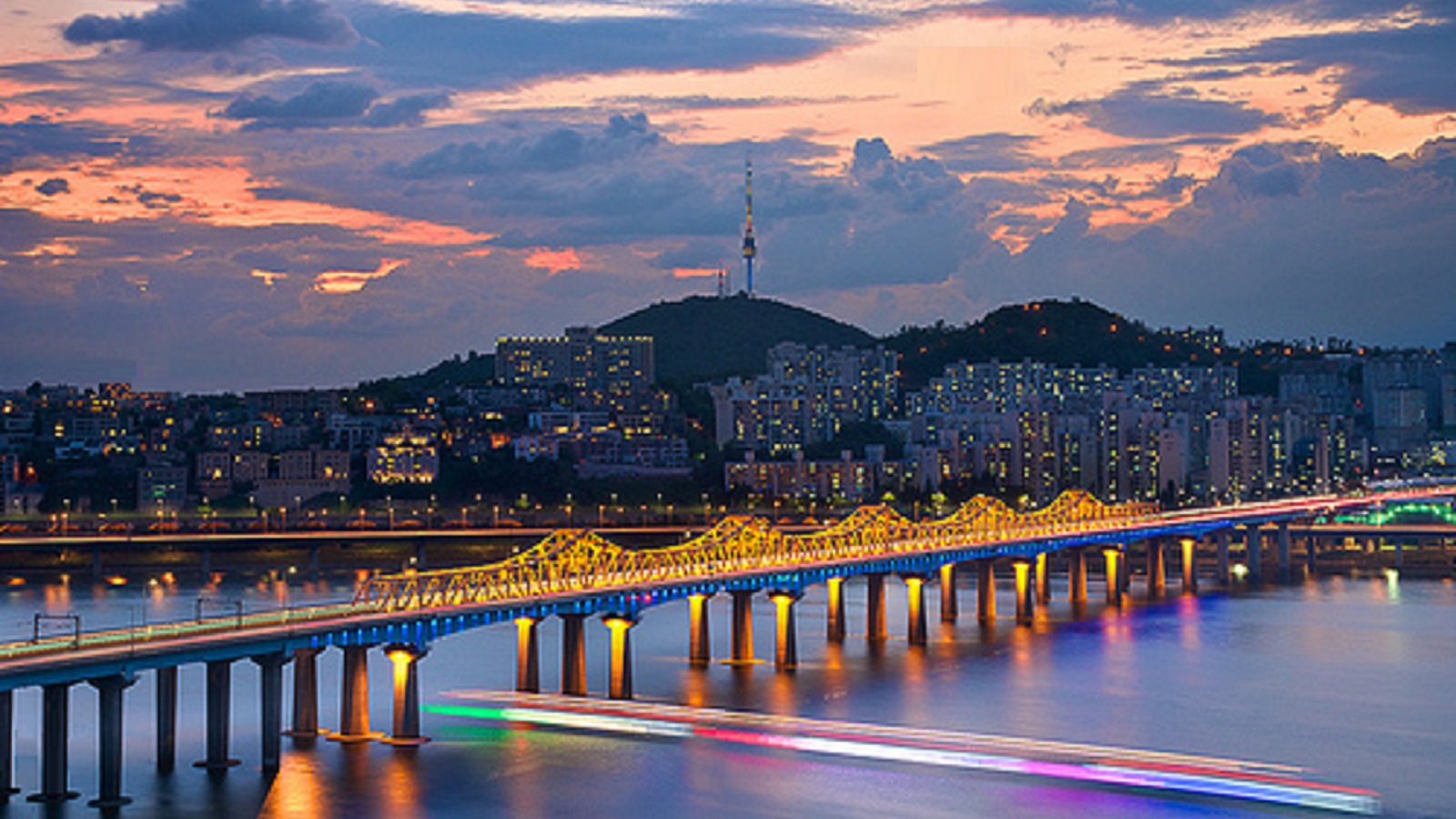
압구정 현대아파트에서 바라본 저녁 풍경
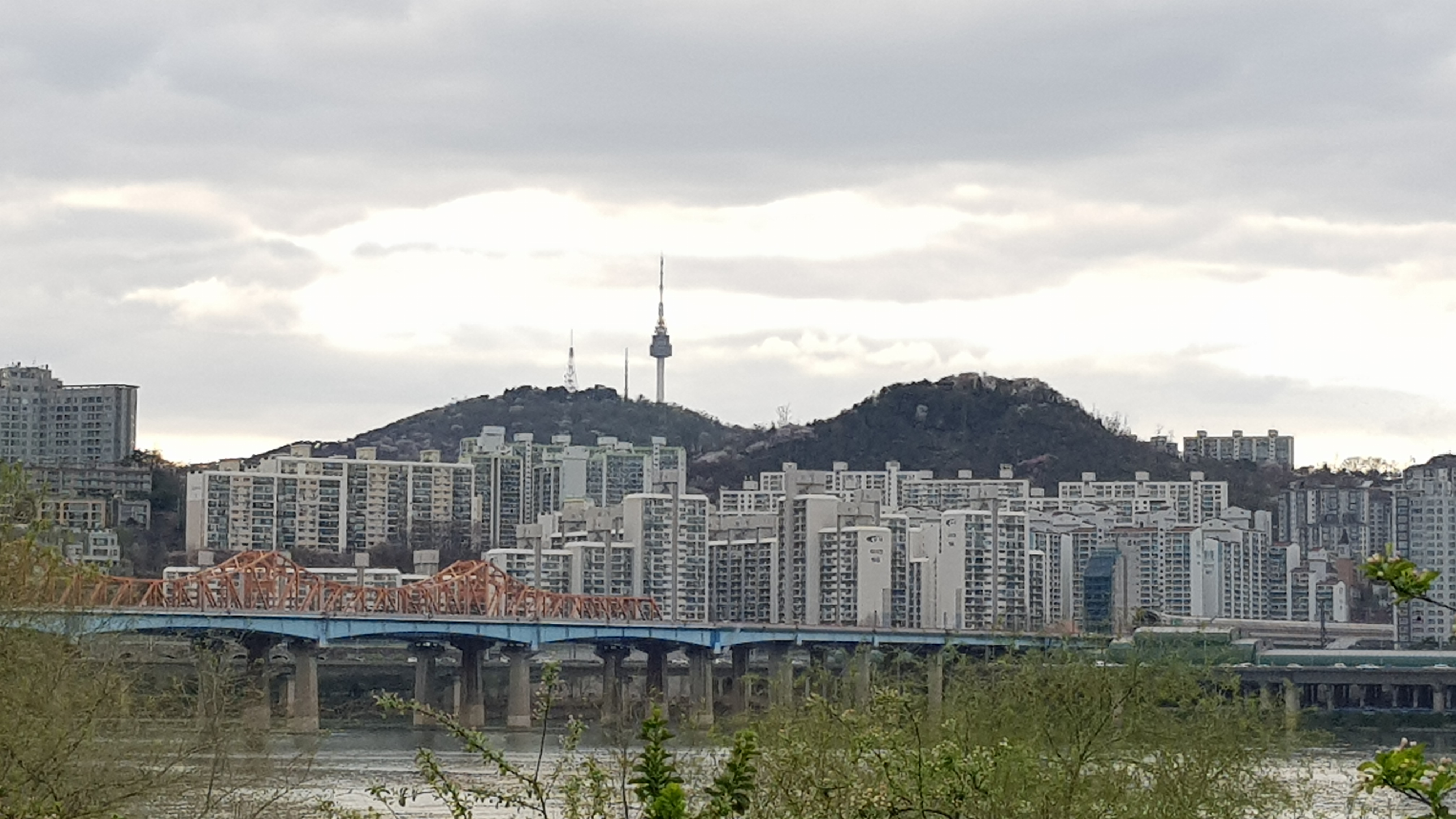
동호대교 위로 보이는 N서울타워